# Hong Kong Tennis Open 2024
Hong Kong Tennis Open 2024, oficiálně Prudential Hong Kong Tennis Open 2024, byl tenisový turnaj na ženském profesionálním okruhu WTA Tour, hraný v Tenisovém centru Victoria Parku. Jedenáctý ročník Hong Kong Open probíhal mezi 28. říjnem a 3. listopadem 2024 v čínském Hongkongu na dvorcích s tvrdým povrchem. 
Turnaj dotovaný 267 082 dolary patřil do kategorie WTA 250. Nejvýše nasazenou singlistkou se stala čtrnáctá tenistka světa Diana Šnajderová. Jako poslední přímá účastnice přihlášená do dvouhry byla v době uzávěrky 93. hráčka žebříčku, Rumunka Elena-Gabriela Ruseová, která se však odhlásila. V návratu na okruh WTA pokračovala její 33letá krajanka Simona Halepová, jež od US Open 2022 nastoupila – po březnovém Miami Open 2024 – teprve do druhého turnaje v této úrovni tenisu, když jí dřívější návrat znemožnilo zranění kolena.
V důsledku invaze Ruska na Ukrajinu na konci února 2022 řídící organizace tenisu ATP, WTA a ITF s grandslamy rozhodly, že ruští a běloruští tenisté mohli dále na okruzích startovat, ale do odvolání nikoli pod vlajkami Ruska a Běloruska.
Čtvrtý singlový titul na  okruhu WTA Tour i v probíhající sezóně vybojovala 20letá Diana Šnajderová, která se poprvé posunula na 12. místo žebříčku. Čtyřhru ovládly Norka Ulrikke Eikeriová s Japonkou Makoto Ninomijovou. Třetí společnou účast v deblových soutěžích proměnily v trofej.
Tenistky turnaj zvolily nejlepší událostí sezóny 2024 v kategorii WTA 250.

## Rozdělení bodů a finančních odměn

### Rozdělení bodů
| Soutěž  | Soutěž      | vítězky | finalistky | semifinalistky | čtvrtfinalistky | 16 v kole | 32 v kole | Q  | Q2 | Q1 |
| ------- | ----------- | ------- | ---------- | -------------- | --------------- | --------- | --------- | -- | -- | -- |
| dvouhra | [ 1 ] [ 8 ] | 250     | 163        | 98             | 54              | 30        | 1         | 18 | 12 | 1  |
| čtyřhra | [ 9 ]       | 250     | 163        | 98             | 54              | 1         | —         | —  | —  | —  |

### Finanční odměny
| Soutěž                                | Soutěž      | vítězky  | finalistky | semifinalistky | čtvrtfinalistky | 16 v kole | 32 v kole | Q2      | Q1      |
| ------------------------------------- | ----------- | -------- | ---------- | -------------- | --------------- | --------- | --------- | ------- | ------- |
| dvouhra                               | [ 1 ] [ 8 ] | 35 250 $ | 20 830 $   | 11 610 $       | 6 608 $         | 4 040 $   | 2 890 $   | 2 140 $ | 1 380 $ |
| čtyřhra                               | [ 9 ]       | 12 820 $ | 7 210 $    | 4 140 $        | 2 470 $         | 1 900 $   | —         | —       | —       |
| částka ve čtyřhrách je uvedena na pár |             |          |            |                |                 |           |           |         |         |

## Ženská dvouhra

### Nasazení
| Stát                          | Hráčka              | WTA | Nasazení |
| ----------------------------- | ------------------- | --- | -------- |
|                               | Diana Šnajderová    | 16. | 1.       |
| Spojené království            | Katie Boulterová    | 33. | 2.       |
| Kanada                        | Leylah Fernandezová | 35. | 3.       |
| Čína                          | Wang Sin-jü         | 39. | 4.       |
| Nový Zéland                   | Lulu Sunová         | 41. | 5.       |
| Čína                          | Jüan Jüe            | 44. | 6.       |
| Francie                       | Varvara Gračovová   | 68. | 7.       |
| Španělsko                     | Cristina Bucșová    | 70. | 8.       |
| USA                           | Bernarda Peraová    | 79. | 9.       |
| Žebříček WTA k 21. říjnu 2024 |                     |     |          |

### Jiné formy účasti
Následující hráčky obdržely divokou kartu do hlavní soutěže:
- Eudice Chongová
- Simona Halepová
- Sofia Keninová
- Cody Wongová

Následující hráčka nastoupila pod žebříčkovou ochranou:
- Margarita Betovová

Následující hráčky postoupily z kvalifikace:
- Kao Sin-jü
- Hina Inoueová
- Kjóka Okamurová
- Tatiana Prozorovová
- Š' Chan
- Mei Jamagučiová

Následující hráčky postoupily z kvalifikace jako šťastné poražené:
- Čang Su-džong
- Lu Ťia-ťing

### Odhlášení
před zahájením turnaje
- Elina Avanesjanová → nahradila ji  Kimberly Birrellová
- Danielle Collinsová → nahradila ji Margarita Betovová
- Magdalena Fręchová → nahradila ji  Nao Hibinoová
- Olivia Gadecká → nahradila ji  Sara Saitóová
- Naomi Ósakaová → nahradila ji  Priscilla Honová
- Anastasija Potapovová → nahradila ji Anastasija Zacharovová
- Emma Raducanuová → nahradila ji Aljaksandra Sasnovičová
- Elena-Gabriela Ruseová → nahradila ji  Suzan Lamensová
- Aljaksandra Sasnovičová → nahradila ji  Lu Ťia-ťing
- Kateřina Siniaková → nahradila ji  Ana Bogdanová
- Lulu Sunová → nahradila ji  Čang Su-džong
- Clara Tausonová → nahradila ji  Heather Watsonová
- Taylor Townsendová → nahradila ji  Jessika Ponchetová
- Dajana Jastremská → nahradila ji  Wang Si-jü

## Ženská čtyřhra

### Nasazení
| Stát                                                                         | Hráčka            | Stát               | Hráčka             | WTA  | Nasazení |
| ---------------------------------------------------------------------------- | ----------------- | ------------------ | ------------------ | ---- | -------- |
| Španělsko                                                                    | Cristina Bucșová  | Japonsko           | Miju Katová        | 61.  | 1.       |
| Slovensko                                                                    | Tereza Mihalíková | Spojené království | Olivia Nichollsová | 84.  | 2.       |
| Norsko                                                                       | Ulrikke Eikeriová | Japonsko           | Makoto Ninomijová  | 101. | 3.       |
| Japonsko                                                                     | Šúko Aojamová     | Japonsko           | Eri Hozumiová      | 107. | 4.       |
| Žebříček WTA k 21. říjnu 2024; číslo je součtem umístění obou členek dvojice |                   |                    |                    |      |          |

### Jiné formy účasti
Následující páry obdržely divokou kartu:
- Laj Čching-laam /  Šer Čchun-wing
- Ng Man-jing /  Wu Ho-čching

## Přehled finále

### Ženská dvouhra
- Diana Šnajderová vs.  Katie Boulterová, 6–1, 6–2

### Ženská čtyřhra
- Ulrikke Eikeriová /  Makoto Ninomijová vs.  Šúko Aojamová / Eri Hozumiová, 6–4, 4–6, [11–9]